# Organiseren (vakbond)
Organizing (Engels voor 'organiseren') is een methode van de vakbond om werknemers op de werkvloer te organiseren en om via strategische campagnes druk uit te oefenen op werkgevers. De methode wordt vooral toegepast in Angelsaksische landen en heeft daar enkele opvallende successen opgeleverd, vooral onder laagbetaalde migranten in de dienstensector. Sinds kort wordt de methode ook in Nederland ingezet.

## Geschiedenis

### Ontstaan
Organiseren kan worden gezien als een reactie op het vakbondsonvriendelijke klimaat in Amerika en in andere Angelsaksische landen in de jaren 80. De Amerikaanse dienstenbond Service Employees International Union (SEIU) lanceerde in de jaren tachtig de Justice for Janitors-campagne om de situatie van schoonmakers te verbeteren. Vanwege het grote personeelsverloop en de grote instroom van arbeidsmigranten uit Latijns-Amerika was het moeilijk voor vakbonden om grip te krijgen op deze sector. De SEIU boekte echter succes door de werknemers actief op de werkvloer op te zoeken, door actie te voeren en door onderzoek te doen naar de bedrijven waarmee men te maken had.

### Verspreiding
SEIU ging de methode ook toepassen op beveiligingspersoneel en op werknemers in de thuiszorg. Andere Amerikaanse vakbonden, zoals de Hotel Employees and Restaurant Employees (inmiddels gefuseerd tot UNITE HERE), gingen de methode ook gebruiken. 
Daarnaast kreeg de methode navolging in andere Angelsaksische landen. In Londen werd een Justice for Cleaners-campagne opgezet door de Transport and General Workers Union (inmiddels gefuseerd tot Unite) en de London Citizens-coalitie. De Australische Liquor, Hospitality and Miscellaneous Union (LHMU) startte de Clean Start-campagne.
In 2004 heeft de SEIU een programma opgezet om een internationaal netwerk rond het organisingmodel op te zetten. Hiertoe heeft de bond werknemers gedetacheerd bij vakbonden in Australië, Polen, Groot-Brittannië, India, Frankrijk, Zwitserland, Duitsland, Nederland, Zuid-Amerika en Zuid-Afrika.
Ook andere organisaties zijn bezig om het organizingmodel internationaal te verspreiden. Zo heeft de International Union of Food, Agricultural, Hotel, Restaurant, Catering, Tobacco and Allied Workers’ Associations (IUF) een mondiale organisingcampagne opgezet, met name gericht op Nestlé en Coca-Cola. Vanuit Moskou worden hiertoe organisers bij vakbonden in de regio getraind.

## Werkwijze
De organizingmethode heeft de volgende kenmerken:
- De nadruk ligt op ‘empowerment’: de verantwoordelijkheid voor de campagne ligt in de eerste plaats bij actieve leden op de werkvloer;
- Er worden coalities gevormd met migrantenorganisaties, kerken en andere maatschappelijke organisaties;
- Er wordt strategisch onderzoek gedaan naar werkgevers om in kaart te brengen hoe er (indirect) druk op ze kan worden uitgeoefend. De campagne richt zich niet alleen op de werkgever maar ook bijvoorbeeld op opdrachtgevers, aandeelhouders, toeleveranciers en politici;
- Om druk op te bouwen worden creatieve en mediagenieke acties gevoerd. Zo nodig wordt hierbij ook burgerlijke ongehoorzaamheid toegepast.

Tegenover de organisingmethode staat een visie op de vakbond als ‘sociale ANWB’ waarbij de nadruk ligt op dienstverlening aan de leden in plaats van het activeren van de leden.

## Nederland
In Nederland is FNV Bondgenoten als eerste de mogelijkheden van de organisingmethode gaan onderzoeken en begonnen met het opleiden van organizers, met name ten behoeve van de schoonmaaksector. Inmiddels zijn ook ABVAKABO FNV en FNV Bouw begonnen met organizing. Bij ABVAKABO FNV richten de initiatieven zich op de zorgsector en op huishoudelijke hulpen (waaronder veel ongedocumenteerde migranten).
In november 2007 is de campagne Schoonmakers voor een Betere Toekomst gestart, met 700 schoonmakers op een startbijeenkomst bij Schiphol. De campagne is erop gericht om de situatie te verbeteren van de 150.000 schoonmakers in Nederland. In de campagne werken vakbond, migrantenorganisaties, kerken en actiegroepen samen. De schoonmakers eisen een salaris van tien euro per uur (nu 8,90 euro bruto per uur), een begrijpelijke CAO, minder werkdruk en taalcursussen voor beginnende schoonmakers. Ook verzetten ze zich tegen de  pesterijen en intimidatie waarmee ze geconfronteerd worden als opkomen voor hun rechten. 
Schoonmaakbedrijven hebben te maken met felle onderlinge concurrentie. Regelmatig worden contracten opnieuw aanbesteed waardoor zij gedwongen zijn om tegen een zo laag mogelijke prijs te werken. De enige manier waarop zij hun kosten kunnen drukken is door schoonmakers vervolgens meer werk te laten doen in dezelfde tijd.
Vanwege de belangrijke rol van opdrachtgevers vraagt de campagne deze bedrijven en instellingen om verantwoordelijkheid te nemen voor hun uitbestede schoonmakers. Er zijn petities aangeboden en folderacties gehouden bij instellingen zoals de ING Bank, de Fortis bank, de ABN Amro, de Schiphol Group, Nedtrain, de Universiteit Utrecht, de provincie Zuid-Holland, de ministeries van Verkeer en Waterstaat, Sociale Zaken en Buitenlandse Zaken.